# Борисово (Старорусский район)
Бори́сово — деревня в Старорусском муниципальном районе Новгородской области, входит в Наговское сельское поселение
Деревня расположена на реке Перехода у впадении в неё реки Корень, близ южного побережья озера Ильмень, в 25 км (по автодороге) к северо-западу от Старой Руссы.

## История
О древнем заселении места где расположена деревня свидетельствуют расположенные в километре к северо-западу от Борисово древние захоронения — сопки. Деревня, как Борисовское в Буряжском погосте, впервые упоминается в писцовых книгах Шелонской пятины в 1498 году. В Новгородской губернии деревня относилась к Коростынской волости Старорусского уезда. В 1909 году, в деревне Борисово было 128 дворов, 146 домов и 846 жителей. В период с 23 по 25 февраля 1943 года «Якутские стрелки» из 27-й армии Северо-Западного фронта здесь проводили наступательную операцию, в ходе которой соединение понесло невосполнимые потери.
До весны 2010 года Борисово было административным центром ныне упразднённого Борисовского сельского поселения.

## Известные уроженцы
- Горбачёв Иван Александрович (1898—1957) — советский военачальник, генерал-майор.